# Ptiolinites almuthae
Ptiolinites almuthae (лат.) — ископаемый вид двукрылых насекомых рода Ptiolinites из семейства бекасницы (Rhagionidae). Нижний мел. Испания (La Cabrua outcrop, Sierra del Montsec, la Pedrera de Rubies Formation). Один из древнейших видов мух.

## Описание
Длина крыла 1,5 мм, ширина 0,7 мм. Общая длина тела при жизни около 2,1 мм (на отпечатке 2,8 мм). Груди и ноги тёмные, почти чёрные, брюшко светлее. Ноги покрыты очень короткими тёмными волосками. Птеростигма отсутствует. Вид был впервые описан в 2000 году российским палеоэнтомологом М. Мостовским (Палеонтологический институт РАН, Москва), английскими и немецким палеонтологами Е. Яжембовским (E. A. Jarzembowski; Maidstone Museum & Art Gallery, Мейдстон, Кент; The University, Рединг, Великобритания), Р. Корэмом (R. A. Coram), и J. Ansorge (Institut fur Geologische Wissenschaften, Грайфсвальдский университет, Грайфсвальд, Германия) и назван в честь Алмут Барц (Ms Almuth Barz).